# Villiers Engineering
No debe confundirse con Amherst Villiers, ingeniero automotriz y desarrollador del compresor para el 'Blower Bentley'
Villiers Engineering fue una firma de ingeniería británica, fabricante de motores, motocicletas y de piezas mecánicas, con sede en Villiers Street, Wolverhampton, Inglaterra. La empresa estuvo operativa con identidad propia desde su fundación en 1898 hasta su liquidación en 1978, tras haber formado parte de los grupos Norton-Villiers y Norton-Villiers-Triumph.

## Primeros años

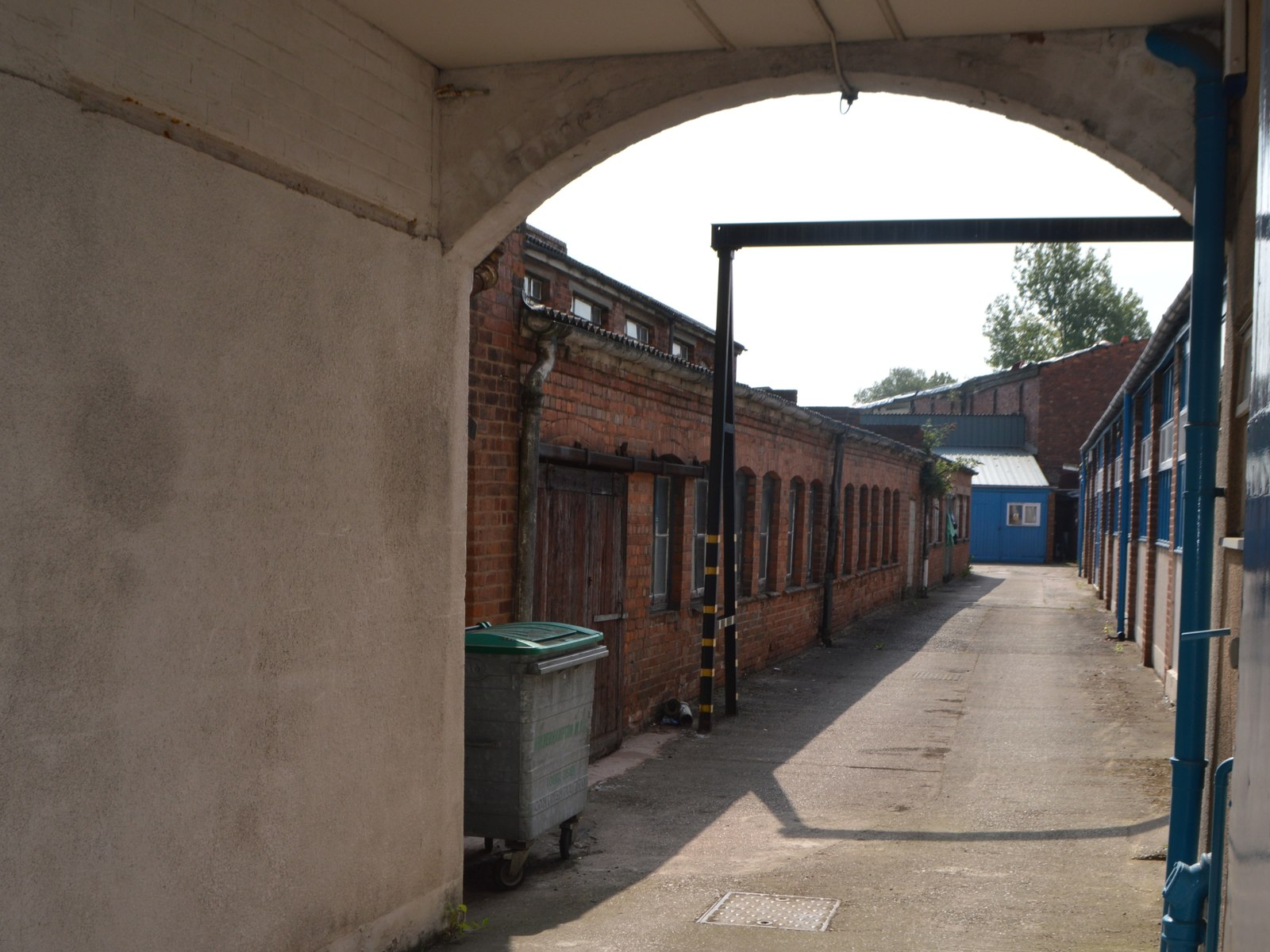
Antiguos talleres en Villiers Street (Wolverhampton)

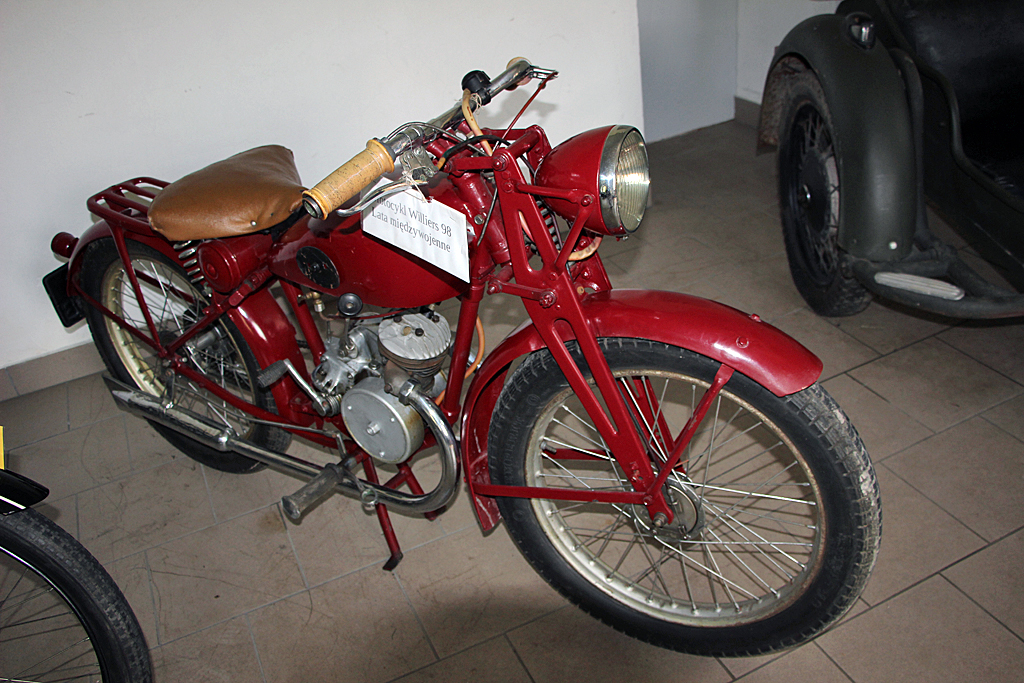
Motocicleta Villiers con motor de 98 cc

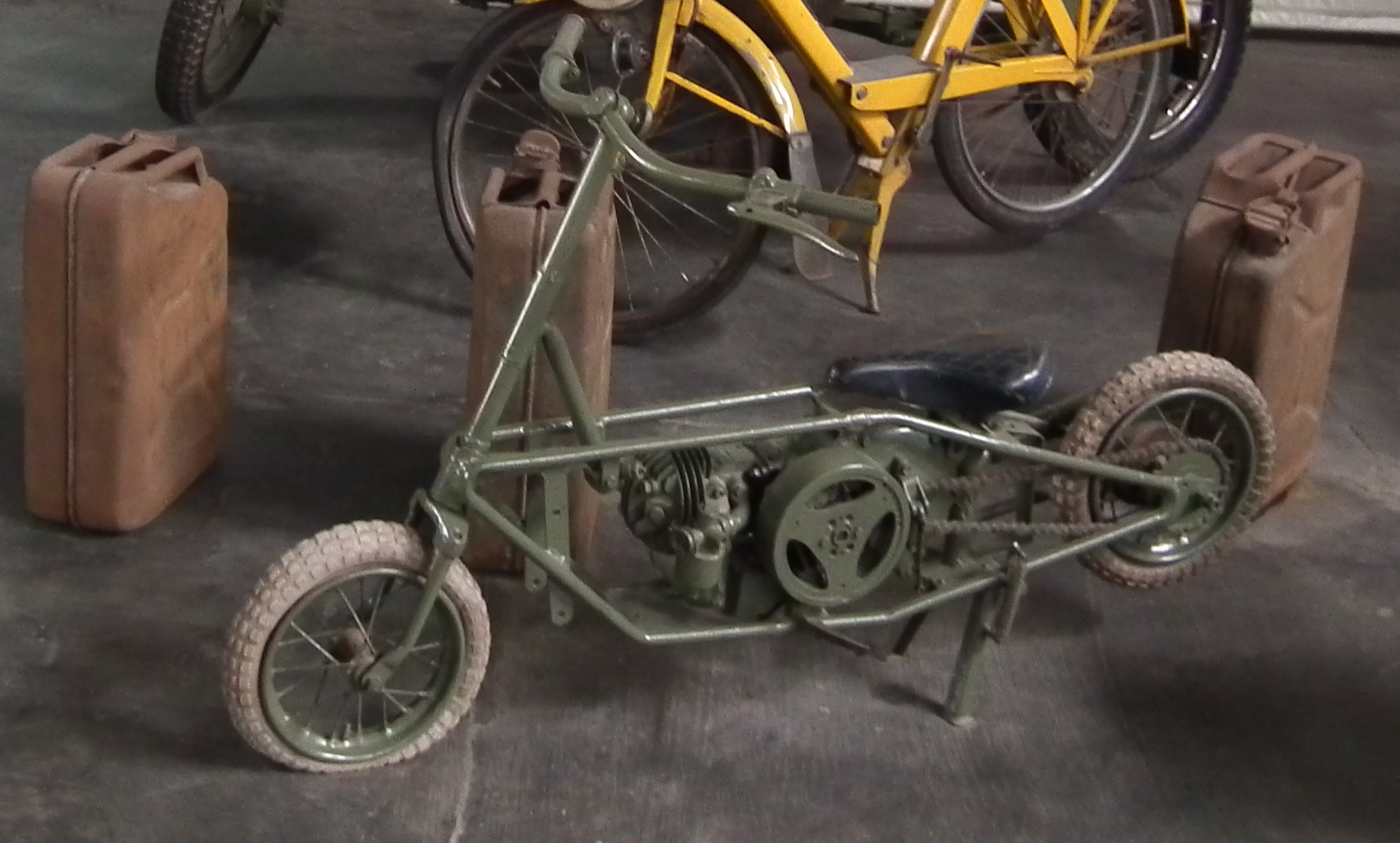
Villiers Junior, motocicleta plegable militar, una welbike paracaidista de la Segunda Guerra Mundial

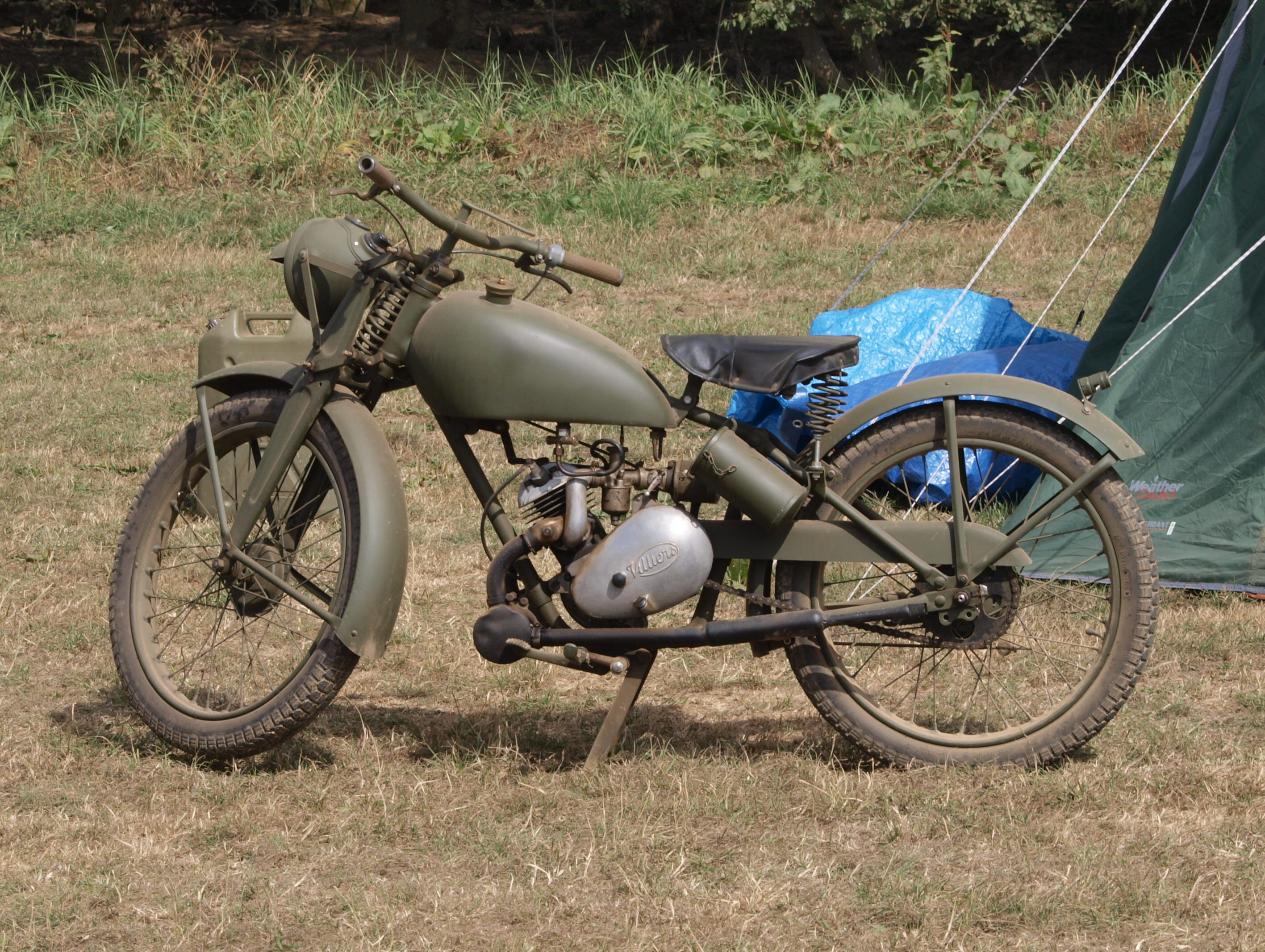
Motocicleta militar de la Segunda Guerra Mundial

En la década de 1890, la fábrica de bicicletas Sunbeam (fundada por el industrial John Marston), gozaba del gran éxito de sus productos, basado en la alta calidad de su diseño, de sus acabados y de los materiales utilizados. Pero Marston no estaba satisfecho con los pedales que compraba para sus máquinas. En 1890 envió a su hijo Charles Marston a los Estados Unidos en un viaje de ventas, pero incluyó en sus instrucciones que debía discutir la ingeniería de los pedales con Pratt & Whitney en Hartford, y volver con un pedal de primera clase y la maquinaria para fabricarlo. Charles diría tiempo después que Villiers Engineering Co. fue "el mejor fruto" de su viaje a los Estados Unidos, donde quedó impresionado por el sistema de producción y los dispositivos que ahorraban mano de obra. Señaló que "no era posible desarrollarlos en Sunbeamland, que durante mucho tiempo había estado trabajando en otros proyectos, pero que era posible iniciarlos en una nueva fábrica".
Como resultado del viaje, John Marston compró en 1898 un pequeño taller de hojalata lacada al estilo japonés, con sede en Villiers Street, Wolverhampton. Bajo la dirección de Charles, la compañía empezó a producir piezas de bicicleta para la compañía Sunbeam. Como se mecanizaban más piezas de las que Sunbeam requería, se comenzó a vender componentes a otros fabricantes.
1902 fue un año trascendental para Villiers. En primer lugar, John Marston le vendió la compañía a su hijo Charles por 6000 libras mediante un préstamo contra futuras ganancias. En segundo lugar, desarrolló y patentó el mecanismo de piñón libre, solicitado por la práctica totalidad de fabricantes de bicicletas. La producción de estos mecanismos alcanzó su punto máximo justo después de la Segunda Guerra Mundial, cuando la compañía producía 80.000 unidades por semana (unos 4 millones al año).

## Producción antes de la Primera Guerra Mundial
Además de la producción de ruedas de piñón libre descrita anteriormente, la compañía produjo su primer motor a principios de 1912, un propulsor de cuatro tiempos de 350 cc completo, con caja de cambios integrada de dos velocidades. Más tarde, ese mismo año, desarrolló un motor de dos tiempos de 269 cc (con 70 mm de diámetro y de carrera) y la simplicidad de este motor y su atractivo precio lo convirtió rápidamente en un éxito. Durante 1913 se lanzó la motocicleta Sun-Villers fabricada por la empresa Sun Cycle & Fittings Co.
En 1914, un gran número de fabricantes de motocicletas habían adoptado el motor Villiers 269 cc de dos tiempos, como Alldays (Alldays & Onions), The Royal Ruby, The New Ryder, Bown-Villiers, Coventry-Eagle, Gerrard, Invicta (A. Barnett & Co), Ixion, Juno y Roulette.
A pesar del gran éxito de estos pequeños propulsores, el motor de cuatro tiempos no se había dejado de lado por completo, ya que en octubre de 1914, JH Motors de Oldham anunció dos motocicletas, la No.1 equipada con un motor Villiers de cuatro tiempos, 349 cc y 2.75 CV (74.5 x 80 mm de diámetro y carrera), y un modelo de dos tiempos de 2.5 CV que utilizaba el ya mencionado motor de 269 cc Villiers. No está claro si se fabricaron muchos de estos modelos antes de que los pedidos de guerra detuvieran la producción en 1915.
Otros fabricantes conocidos por usar los motores de Villiers hasta 1915 incluyen a Campion,  Hobart, Chater-Lea, Diamond y Excelsior.

## Producción durante la Primera Guerra Mundial
Durante la Primera Guerra Mundial, como muchas empresas que no participaron directamente en el transporte militar, la fábrica de Villiers cambió a la producción de municiones, en particular espoletas para los proyectiles de 75 mm. Sin embargo, las compañías dedicadas a la producción bélica todavía fueron capaces de trabajar en nuevos modelos anticipando el final de la guerra, y Villiers solicitó 16 patentes relacionadas con el motor durante la guerra. Una circunstancia en particular se convirtió en un problema importante durante la guerra: el hecho de que antes de la guerra la mayoría de los motores se basaban en las magnetos de encendido fabricadas en Alemania. En enero de 1917, Villiers patentó su solución a este problema: el volante magneto, que se convirtió en una característica estándar de sus motores.

## Producción en los años de entreguerras
Inmediatamente después de la guerra, Villiers retomó donde había dejado el suministro del motor de 269 cc con un método diferente de colocar el escape, denominado Mark II. En 1919, las motos que usaban los motores de Villiers incluían las Excelsior ligeras, las Diamond (D.F. & M. Engineering Co), las Royal Ruby, las Wolf Lightweight (Wulfruna Engineering), las Carfield, las Ruffells, las P.V. (Elliston & Fell), las Sparkbrook, las Yvel, las P&S (Pearson y Sopwith) ligeras, las Chater-Lea, las Campion, las Victoria (de Glasgow), las Hobart, las Olympic, las Ixion, las Bown-Villiers, las Wilkin, y las Saltley. El motor se mantuvo prácticamente igual, y continuó usando una magneto separada, aunque tenía una bomba de aceite para proporcionar lubricación del cárter y del pistón a través de un perno hueco del cárter, un diseño que Villiers había patentado durante 1914/1915.

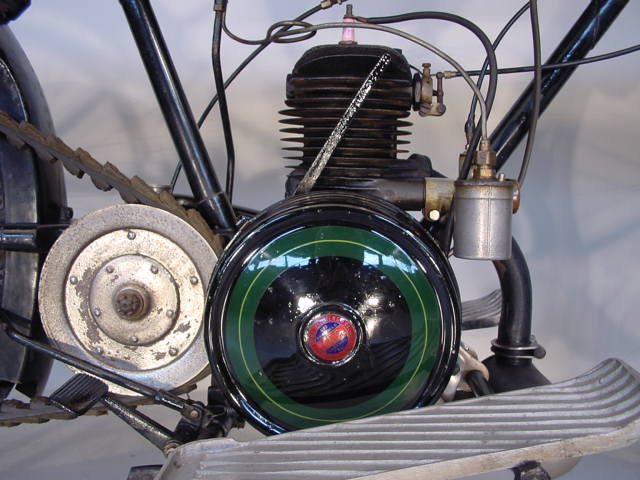
Motor Villiers de 300 cc (1926)

El motor Mark III incorporó algunos cambios en el cárter y en las camisas en 1919/1920, y en marzo de 1920 se presentó el nuevo motor Villiers Mark IV integrado con volante magneto. En mayo de 1920 se anunció un nuevo modelo Excelsior ligero, la primera motocicleta equipada con el nuevo motor Villiers usando el volante magneto en lugar de una magneto separada.
En septiembre de 1922, Villiers anunció los detalles de su nueva gama de motores de 1923, que incluía unidades de 147 cc, 250 cc y 343 cc. Estos motores presentaban una culata de aletas radiales, con la entrada y el puerto de escape en la parte delantera del motor, y todos utilizaban el volante magneto de Villiers. Mientras que los de 147 cc se basaban en la mezcla de aceite y gasolina para la lubricación del cigüeñal, los dos motores más grandes utilizaban un sistema de alimentación de aceite separado. El nuevo motor de 250 cc producía un 25 % más de potencia que el antiguo motor de 269 cc.
En 1926, Villiers introdujo un motor aún más pequeño, el de 125 cc, con dos lumbreras de escape y un carburador de montaje lateral, y en 1927 introdujo el 344 cc doble de 2 tiempos. Villiers debía continuar produciendo una amplia gama de motores mono y bicilíndricos de dos tiempos, principalmente para su uso en motocicletas. A finales de la década de 1920, también comenzaron a producir motores para uso estacionario, siendo el primer modelo el WX11 refrigerado por agua y en 1933 el Mar-vil enfriado por aire. Los motores de Villiers también se usaron en cortadoras de césped; por ejemplo, el motor de 147 cc se usó en las segadoras Atco de la década de 1920 y en 1931 pasó a utilizarse un motor de Villiers de 98 cc, conocido como Midget.
La empresa también tenía relación con los motores marinos fueraborda Seagull, que debían su existencia a John Marston. Estos motores utilizaban la magneto de volante de Villiers y un carburador 'Seagull-Villiers'.
En 1936, L. E. Baynes y sir John Carden, fundadores de la empresa Carden-Baynes Aircraft localizada en el Aeródromo de Heston, lanzaron el Carden-Baynes Auxiliary, un avión ligero que era esencialmente un planeador Abbott-Baynes Scud 3 motorizado. Esto llevó a utilizar un motor Villiers retráctil de 249 cc que impulsaba una hélice (orientada hacia atrás) y producía 9 hp, con un tanque de combustible capaz de hacer funcionar el motor durante treinta minutos. Se estima que el Carden-Baynes Auxiliar con motor de 249 cc es el avión de menor potencia en la historia del vuelo con motor.

## Producción durante la Segunda Guerra Mundial
Durante el tiempo que duraron las hostilidades, la producción de Villiers se adaptó nuevamente a la fabricación de espoletas para obuses, con más de 10 millones producidas, aunque siguieron fabricando motores y piezas para bicicletas. Sus motores también se utilizaron en motocicletas pequeñas diseñadas para lanzarse con los paracaidistas: la Excelsior Welbike y la moto de paracaidistas James ML, conocida como Clockwork Mouse (ratón mecánico).

## Producción de posguerra
La compañía produjo su motor número dos millones en 1956, siendo presentado en el Museo de Ciencias de Londres.
En 1957, Villiers absorbió JA Prestwich Industries, compañía creadora de los motores J.A.P. En 1962 la empresa afirmaba que:

"Conjuntamente, las dos compañías producen una amplia gama de motores de gasolina de dos y cuatro tiempos y motores diésel de cuatro tiempos de 1/3 a 16 CV. Estos son los motores que impulsan muchas de las motocicletas y vehículos de tres ruedas de Gran Bretaña, y la gran mayoría de los cortacéspedes, motocultores, hormigoneras, grupos electrógenos, elevadores y equipos de bombeo etc."

También fabricó una amplia gama de motores de dos tiempos de uno y dos cilindros (desde 98 cc a 325 cc) para fabricantes de vehículos y motocicletas ligeras hasta la década de 1960.
A principios de la década de 1960, la empresa fue adquirida por Manganese Bronze Holdings, y en 1966 se fusionó con AMC para formar Norton-Villiers. En 1972 se produjo una nueva fusión, esta vez con el grupo BSA, para convertirse en Norton-Villiers-Triumph, que finalmente se liquidó en 1978.